# バルト・ウェレンス
バルト・ウェレンス（Bart Wellens、1978年8月10日 - ）は、ベルギー、フォルセラール出身の自転車競技（シクロクロス）選手。弟・ヘールト・ウェレンスもシクロクロス選手。

## 経歴
1999年のU-23世界選手権優勝。
2003年、2004年の世界選手権において、いずれも同胞のマリオ・デクレルクを抑えて優勝。
また、2003年にUCIシクロクロスワールドカップ、2004年にスーパープレスティージュ、GvAトロフィーにおいて総合優勝を果たした。
この他、2000年、2005年、2007年のベルギー選手権を制している。